# Pałac Letni w Pekinie

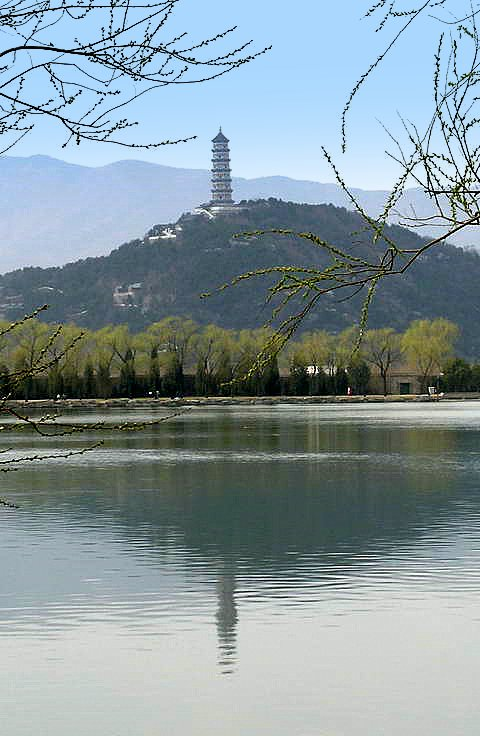

Pałac Letni (chin. trad. 頤和園, chin. upr. 颐和园, pinyin Yíhéyuán) – kompleks parkowo-pałacowy stanowiący miejsce letniego odpoczynku cesarzy chińskich z dynastii Qing, położony w Pekinie. Centralnym punktem Yiheyuanu jest Wzgórze Długowieczności (Wanshoushan, 60 m wysokości) oraz sztuczne jezioro Kunming, które zajmuje powierzchnię 2,2 km² (ok. 2/3 całego parku). Cały kompleks liczy 70 tys. m² zabudowanej przestrzeni z licznymi ogrodami, altankami, pawilonami, galeriami i klasycznymi rezydencjami (ponad 3 tys. obiektów). Nazwa Yiheyuan oznacza Ogród Pielęgnowania Harmonii.

## Historia

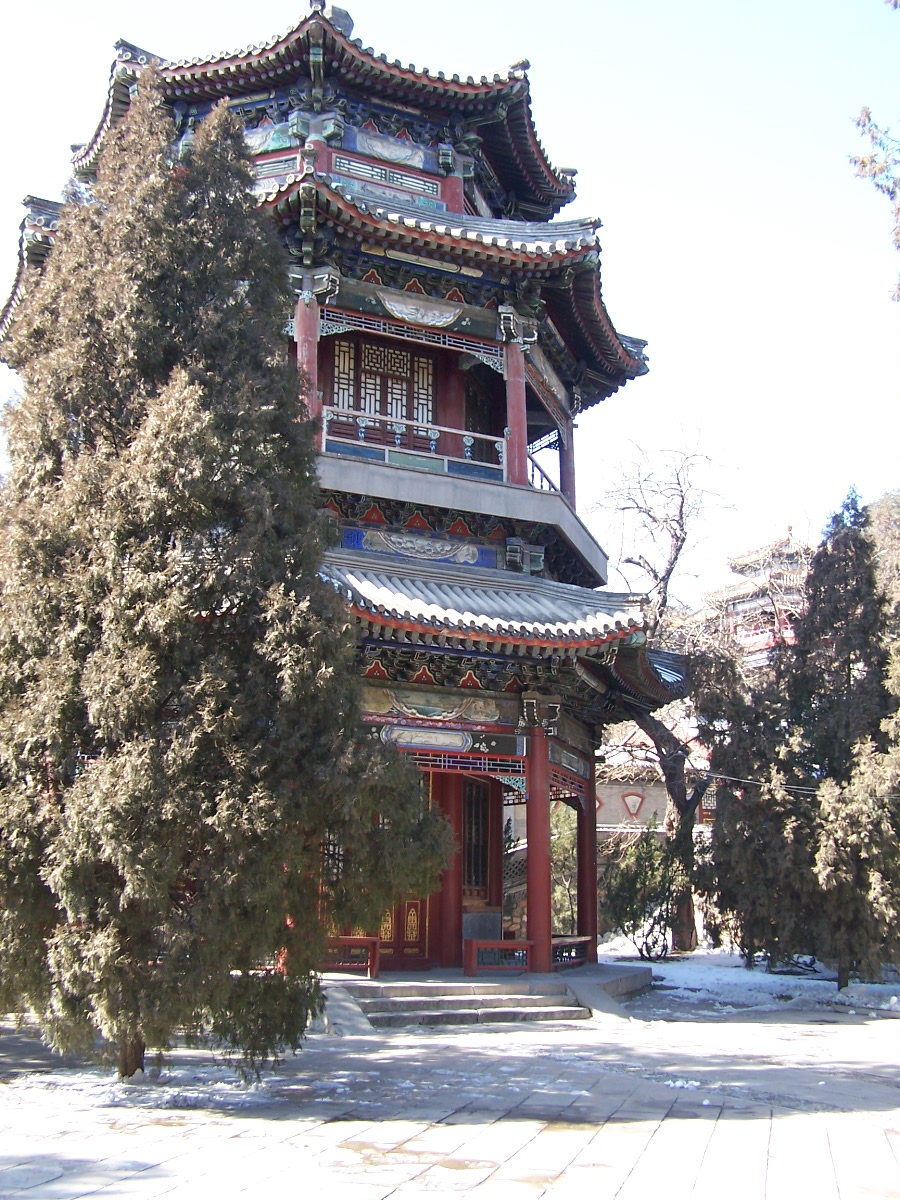

Początki rezydencji sięgają czasów dynastii Jin (1115-1234), kiedy to w 1153 cesarz Hailingwang wybudował swój letni pałac na górze Jinshan, około 10 kilometrów od dzisiejszego Pekinu. W czasach dynastii Yuan powiększono znajdujące się nieopodal pałacu jezioro (dzisiejsze jezioro Kunming) i połączono je kanałem z Pekinem.
Właściwe dzieje Yiheyuanu zaczynają się w 1750, kiedy to dla uczczenia 70. rocznicy urodzin swojej matki cesarz Qianlong rozkazał utworzyć w tym miejscu rezydencję o nazwie Ogród Czystych Fal (Qingyiyuan). Pogłębiono i poszerzono wówczas jezioro, nadając mu nazwę Kunming. Ziemia wybrana do wykopania jeziora posłużyła do usypania Wzgórza Długowieczności. W następnych latach przeprowadzono rozbudowę założeń parkowych i budowli, jednak miejsce to nie stanowiło miejsca letniego wypoczynku cesarzy, preferujących Yuanmingyuan i rezydencję w Chengde. Qingyiyuan doznał poważnych zniszczeń podczas interwencji wojsk angielsko-francuskich w trakcie II wojny opiumowej (1860).
W 1885 cesarzowa Cixi, z uwagi na brak funduszy pozwalających na ewentualną odbudowę doszczętnie zniszczonego Yuanmingyuan, nakazała wybudować nową letnią rezydencję cesarską na gruzach Qingyiyuan. Budowa, zakończona w 1889, sfinansowana była z funduszy mających służyć pierwotnie budowie floty oraz z handlu urzędami. Cała inwestycja pochłonęła 100 milionów taeli i zrujnowała chiński skarb. Od 1898 więziony był tu siostrzeniec Cixi – cesarz Guangxu.
Podczas interwencji wojsk cudzoziemskich w czasie powstania bokserów (1900) pałac został poważnie uszkodzony. Zdemolowano wiele pomieszczeń, zniszczono znajdujące się w nich wyposażenie, a ściany pokryto wulgarnymi napisami. Odrestaurowany, po śmierci Cixi w 1908 został z rozkazu cesarzowej-wdowy Longyu opuszczony. Przez następnie kilkadziesiąt lat pałac był systematycznie rozkradany i niszczony. Największych zniszczeń doznał z rąk klik militarystycznych, dowódców Kuomintangu i żołnierzy japońskich.
W latach 50. XX wieku kompleks został ponownie odrestaurowany i udostępniony zwiedzającym.
W grudniu 1998 UNESCO włączył Yiheyuan na Listę Światowego Dziedzictwa Kulturowego i Przyrodniczego Ludzkości.

## Wygląd
Głównym wejściem do Yiheyuanu jest brama wschodnia, za którą znajdują się dawne rezydencje Cixi. Największa z nich, Pałac Dobroczynności i Długowieczności (Renshoudian), służyła jako miejsce audiencji. Obok niego, nad brzegiem jeziora, wznosi się Pałac Nefrytowych Fal (Yulantang), w którym więziony był Guangxu. 
Następnie, kierując się wzdłuż brzegów jeziora, znajduje się kilometrowy, pokryty dachem ganek zwany Długim Korytarzem. Obiega on Górę Długowieczności, na której znajdują się najstarsze budowle kompleksu. Tam też, nad brzegiem jeziora, wznosi się składający się z kilku pawilonów Pałac Rozwianych Obłoków. U północnego stoku góry, przy bramie północnej, znajduje się kompleks jezior z zabudowaniami przypominającymi te z Suzhou.
Długi Korytarz prowadzi do Marmurowej Łodzi (wybudowanej ironicznie przez Cixi za pieniądze przeznaczone na rozbudowę floty) i niewielkiej wysepki, na której wznoszą się Pawilon Oczyszczenia Serca i Wieża Powitania Wschodzącego Słońca.
W granicach Yiheyuanu znalazła się także pochodząca z czasów dynastii Ming Świątynia Króla Smoka. W przeciwieństwie do reszty pałacu była ona ogólnodostępna. Położona jest na jeziorze i prowadzi do niej Most o Siedemnastu Przęsłach, którym w dni świąteczne podążali pielgrzymi, aby złożyć ofiary. 

## Galeria

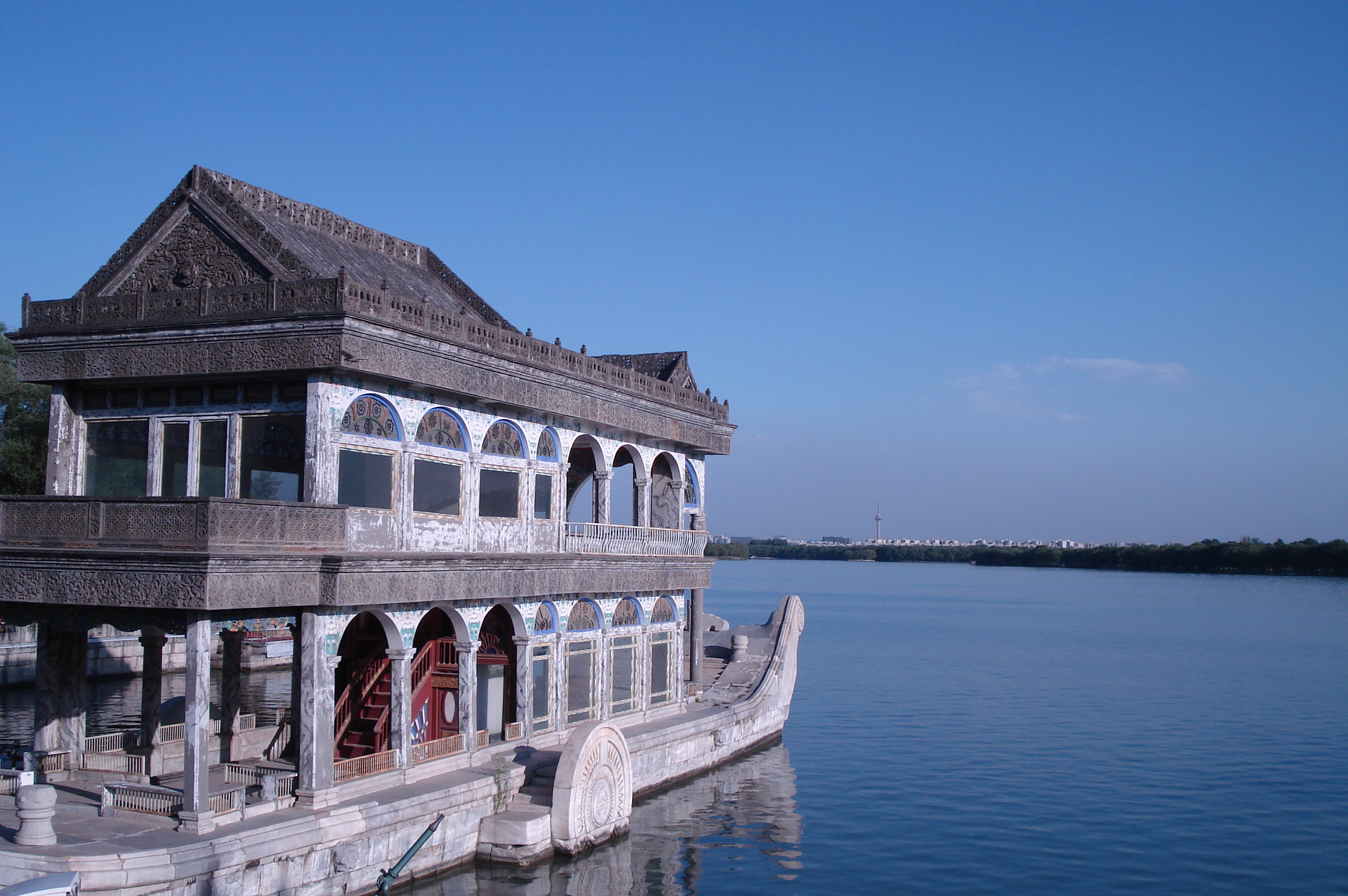
"Kamienna Łódź"
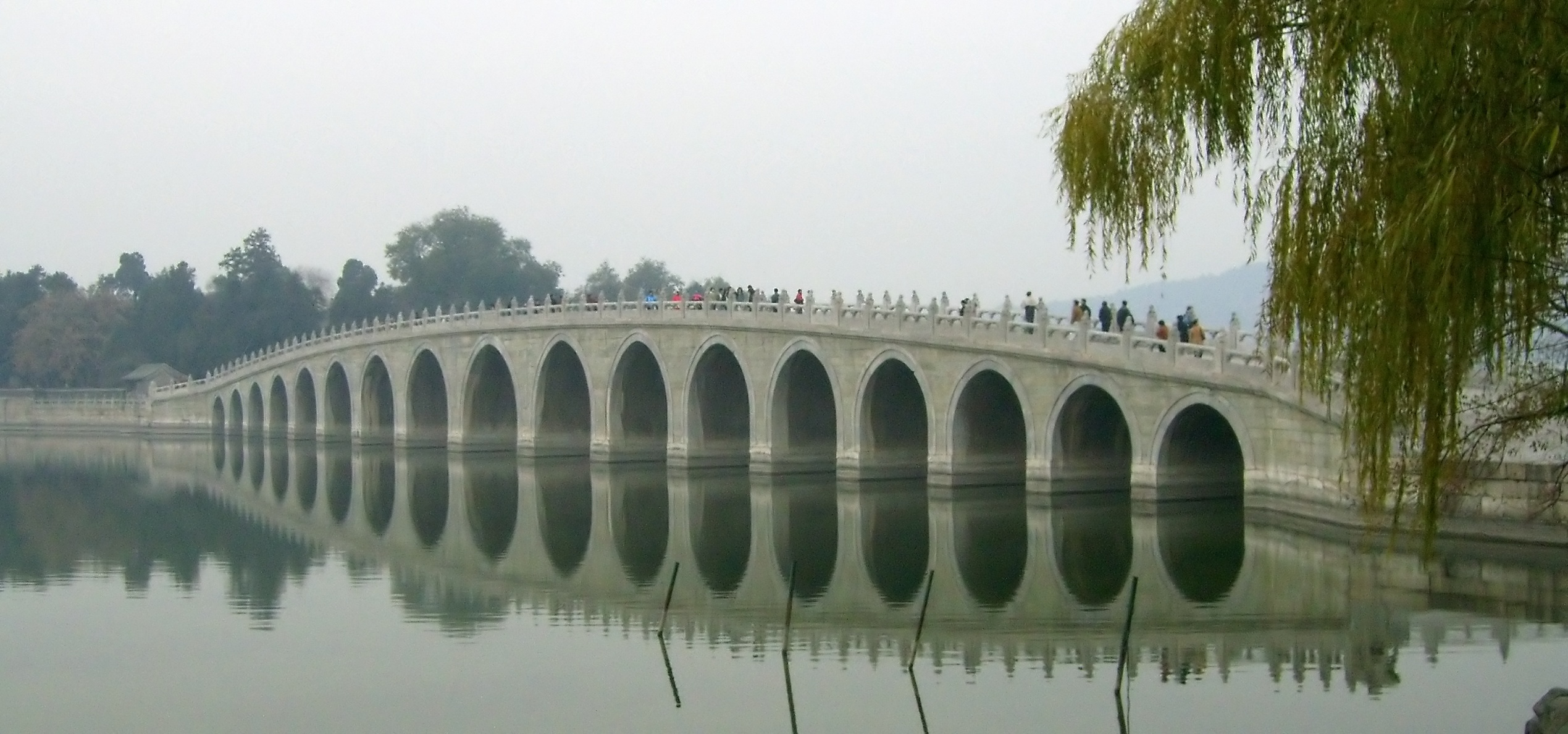
Jezioro Kunming
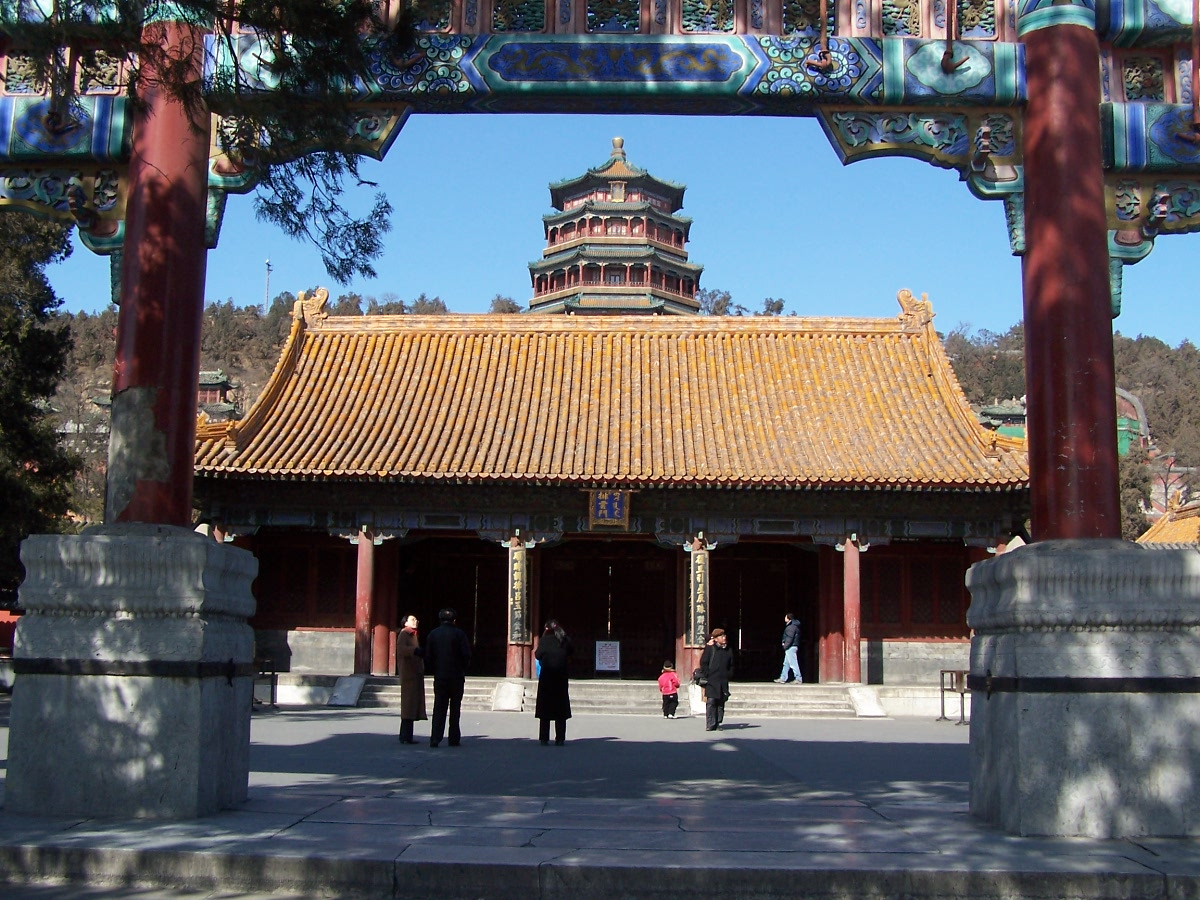
Wzgórze Długowieczności
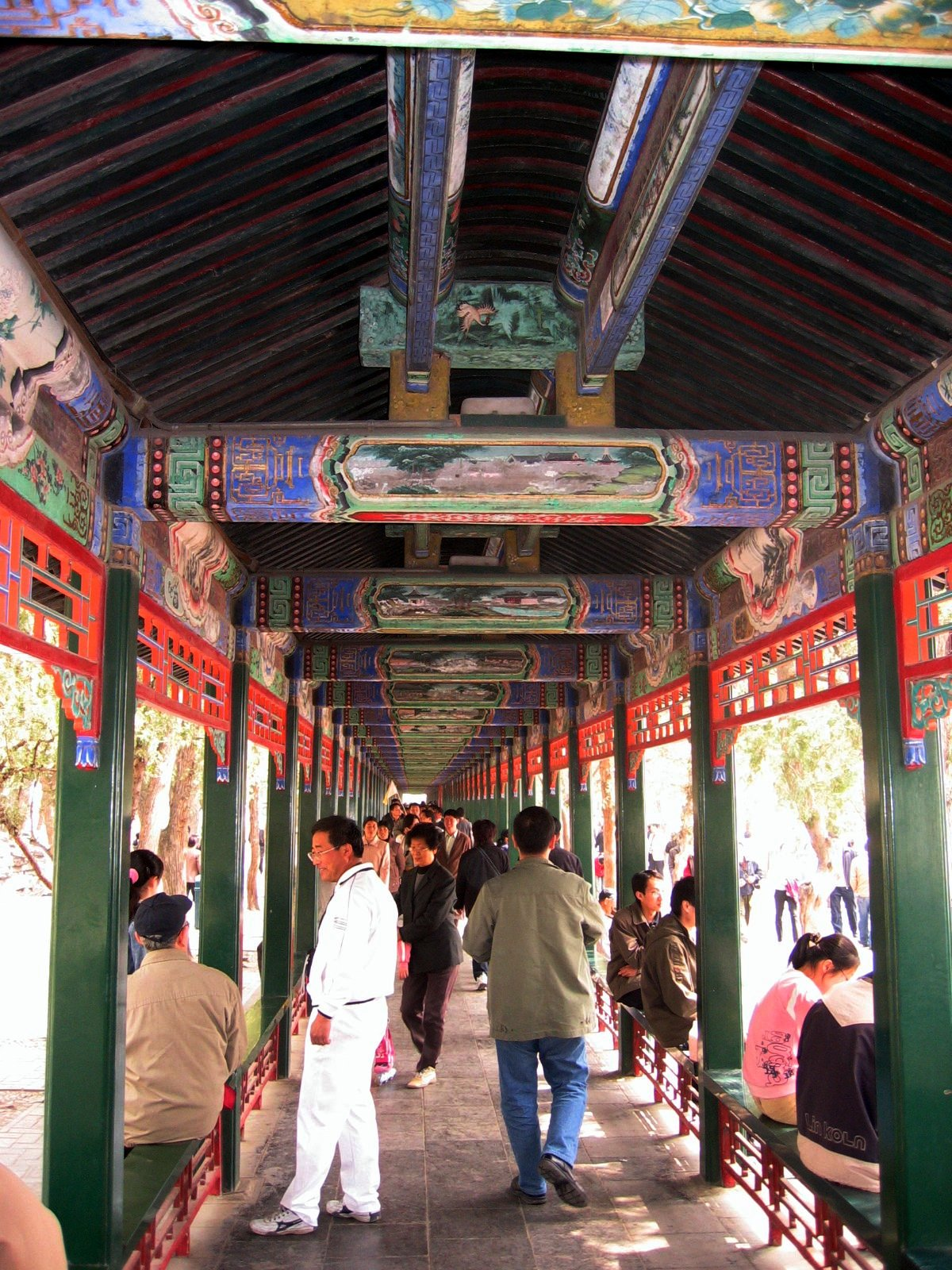
"Długi Korytarz"
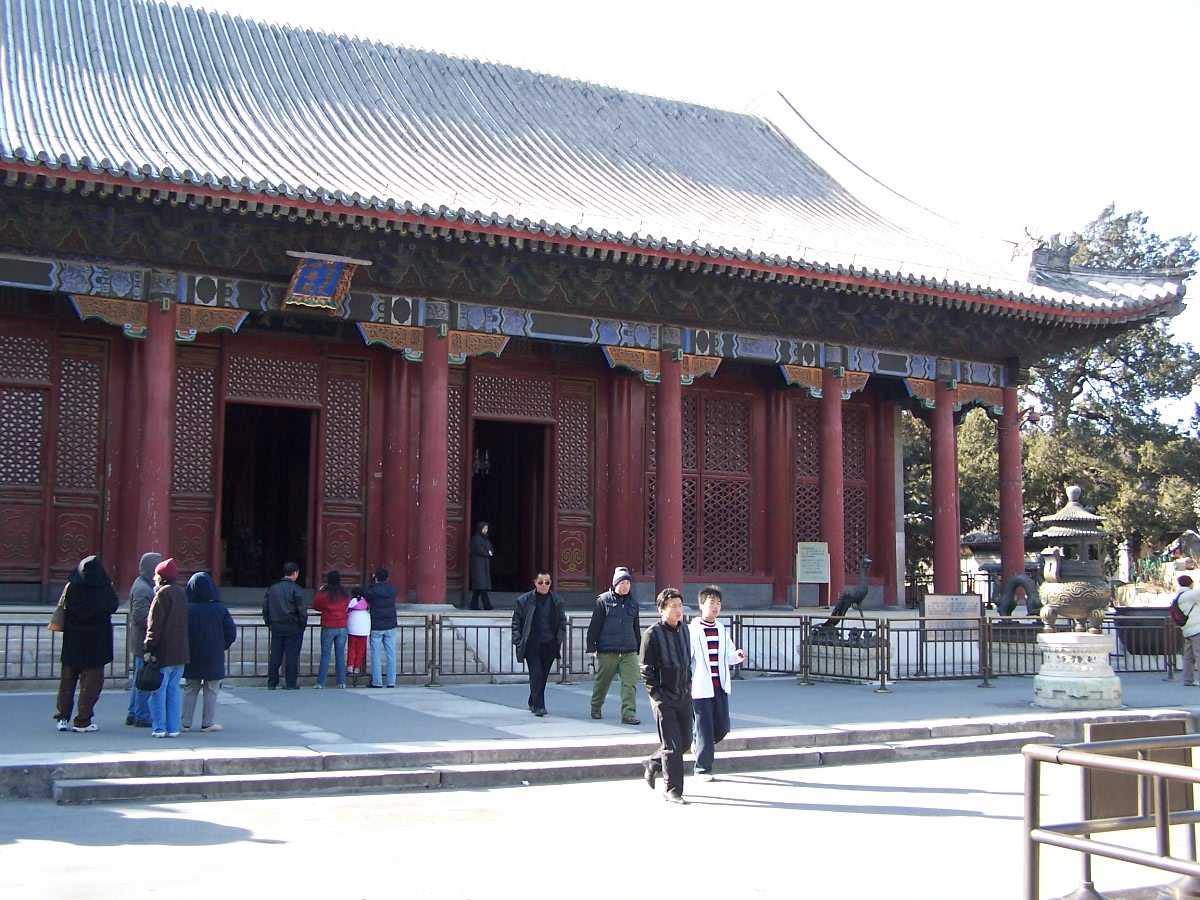
Wzgórze Długowieczności
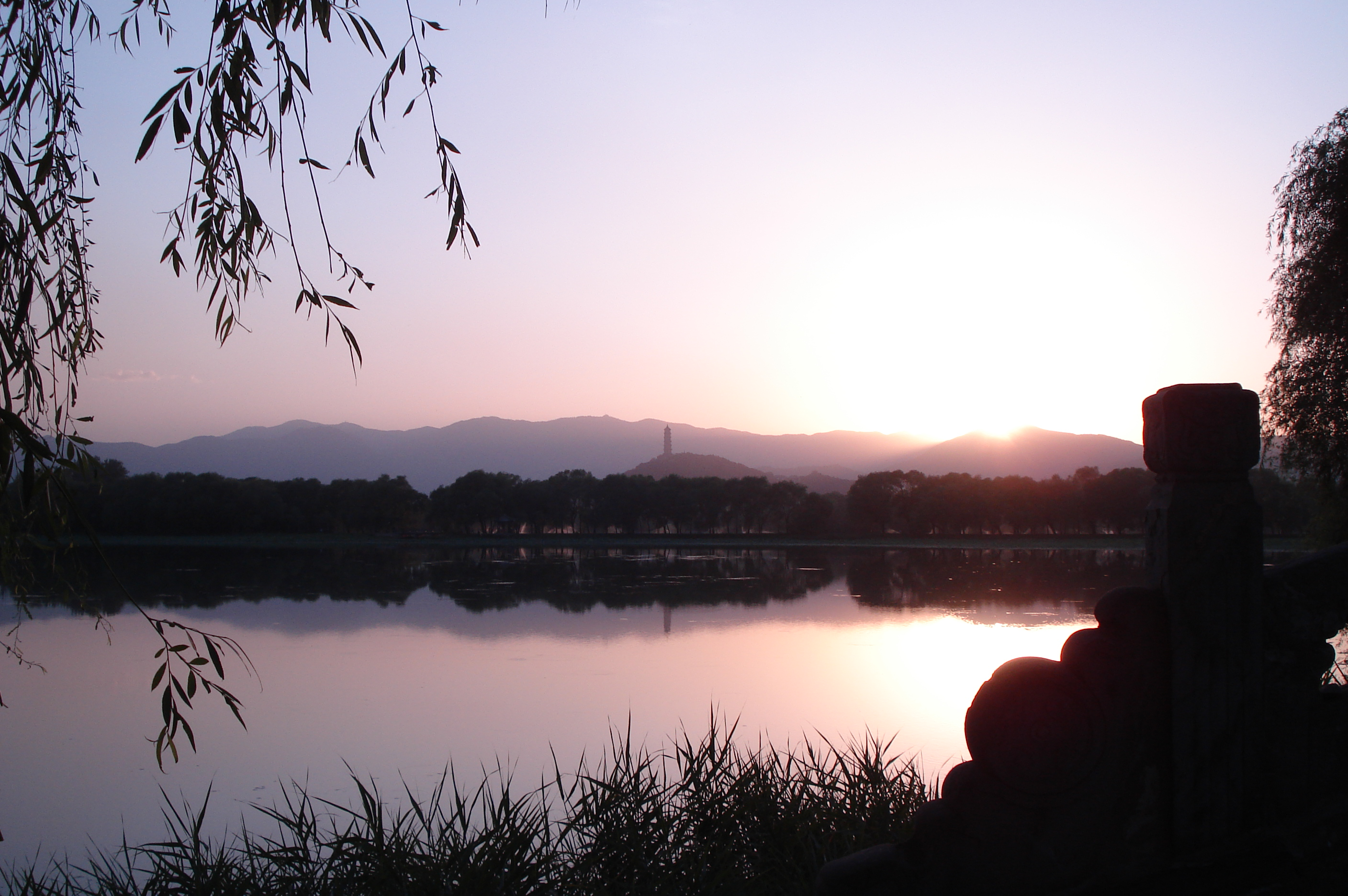
Widok na jezioro
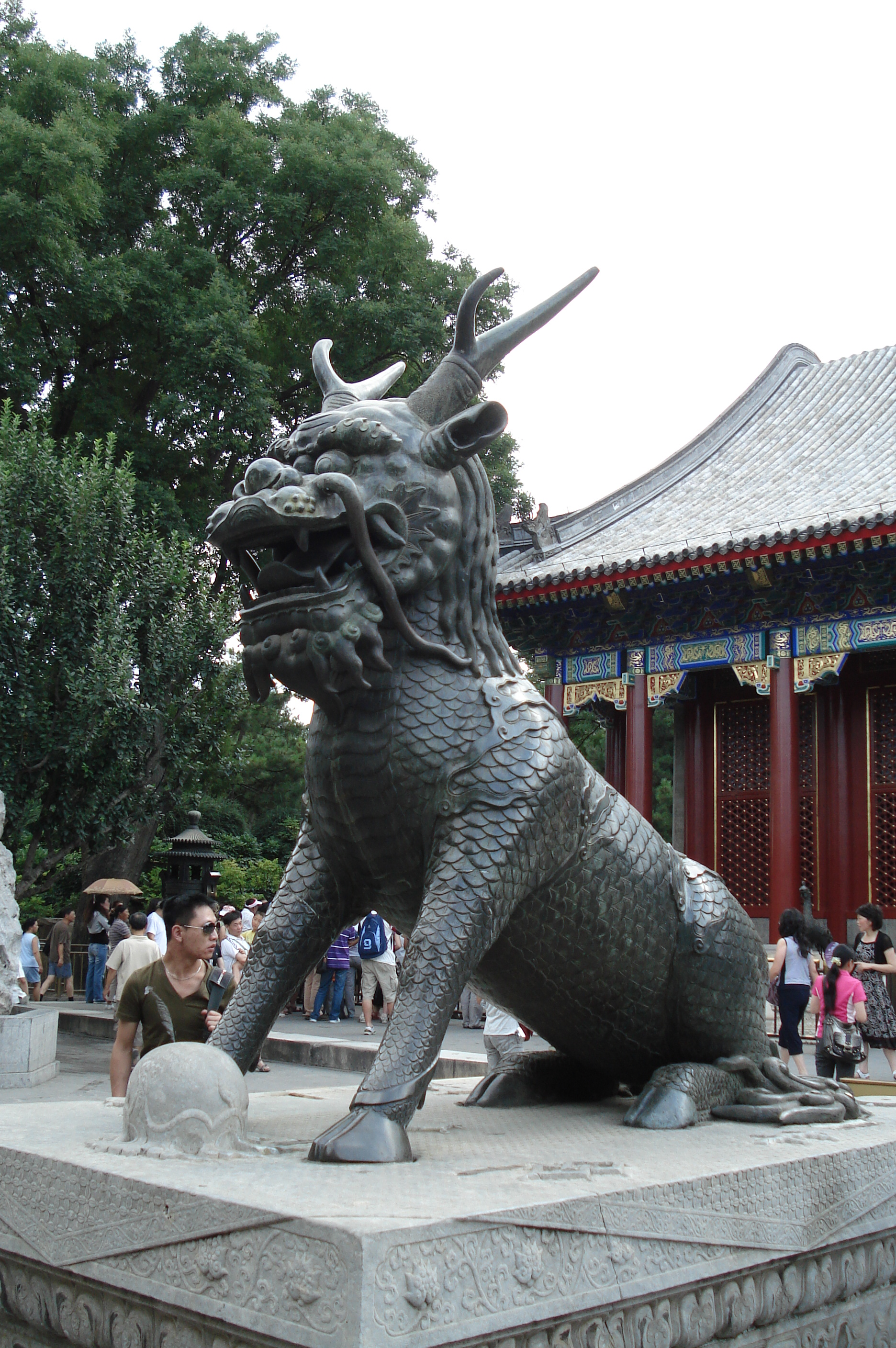
Statua Qilin
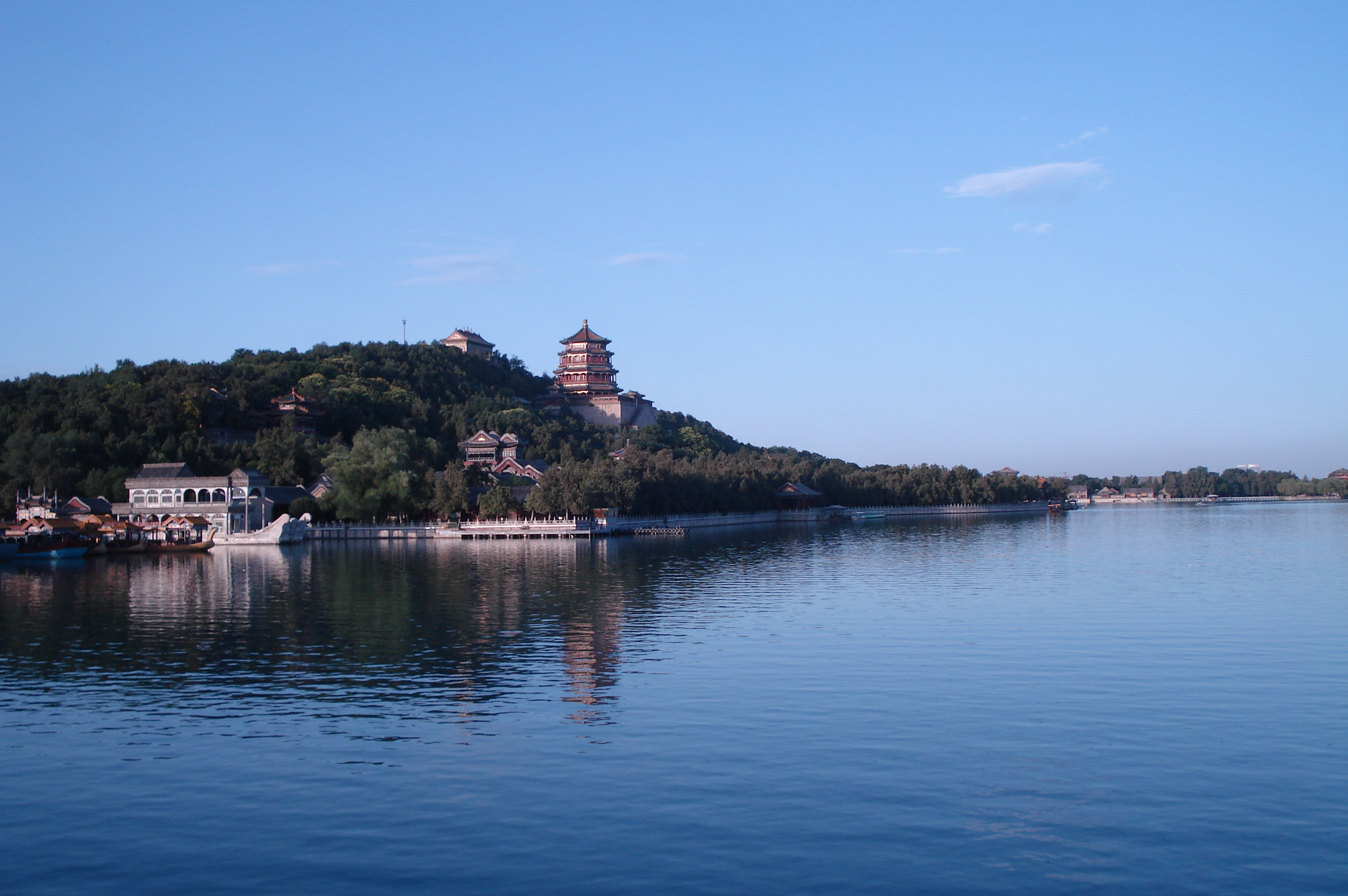
Letni Pałac Cesarski